# Kanton Coeuve
Der Kanton Coeuve (französisch Canton de Coeuve) war ein Kanton der Ersten Französischen Republik auf dem Gebiet des heutigen Kantons Jura in der Schweiz.
Er entstand am 23. März 1793 mit der vom französischen Nationalkonvent beschlossenen formellen Annexion der Raurakischen Republik. Der Kanton war Teil des Distrikts Pruntrut im neu geschaffenen Département Mont-Terrible und umfasste neun Gemeinden:
- Beurnevésin
- Boncourt
- Bonfol
- Buix
- Coeuve (Hauptort)
- Courtemaîche
- Damphreux
- Montignez
- Vendlincourt

Laut einem Rundschreiben des Innenministeriums vom 7. Frimaire des Jahres VI (27. November 1797) zählte der Kanton Coeuve 3141 Einwohner, von denen 747 wahlberechtigt waren. Er wurde gemäss dem Gesetz vom 28. Pluviôse des Jahres VIII (17. Februar 1800) aufgehoben und die Gemeinden kamen zum Kanton Pruntrut im Arrondissement Pruntrut des Départements Haut-Rhin.